# Huty (Liptovský Mikuláš)
Huty (ungarisch Hutti) ist eine Gemeinde im Norden der Slowakei mit 142 Einwohnern (Stand 31. Dezember 2024), die zum Okres Liptovský Mikuláš, einem Teil des Žilinský kraj, gehört und zur traditionellen Landschaft Liptau gezählt wird.

## Geographie

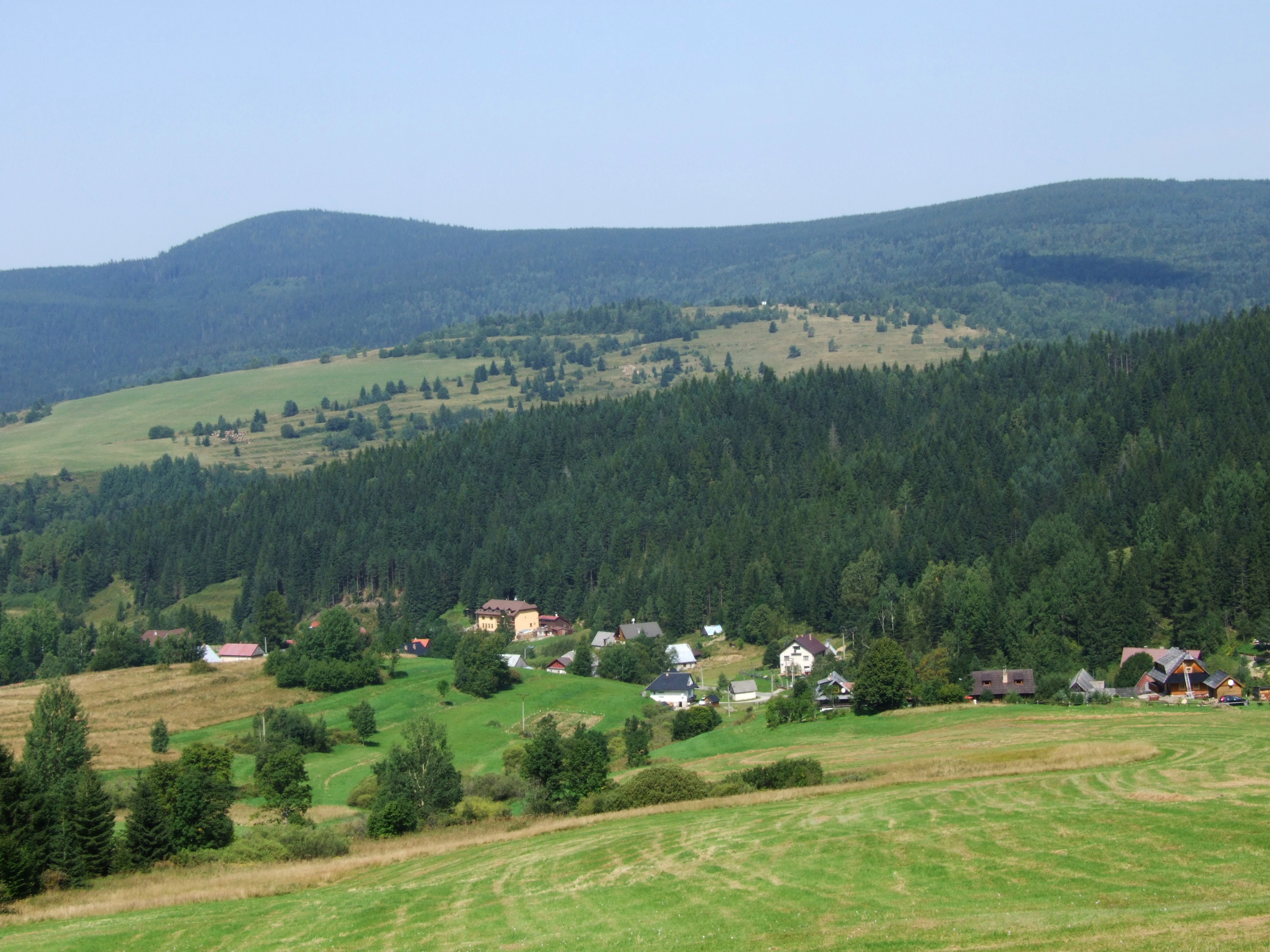
Teil der Gemeinde Huty mit Umgebung

Die Gemeinde befindet sich in einem Hochtal innerhalb der Unter-Tatra-Furche (slowakisch Podtatranská brázda), zwischen dem Tatragebirge im Osten und dem Bergland Skorušinské vrchy im Westen, im Quellbereich des Baches Hutnianka. Das Ortszentrum liegt auf einer Höhe von 789 m n.m. und ist 28 Kilometer von Tvrdošín sowie 31 Kilometer von Liptovský Mikuláš entfernt.
Nachbargemeinden sind Krivá und Oravský Biely Potok im Norden, Zuberec im Nordosten und Osten, Kvačany im Süden, Veľké Borové im Südwesten und Malé Borové im Westen.

## Geschichte

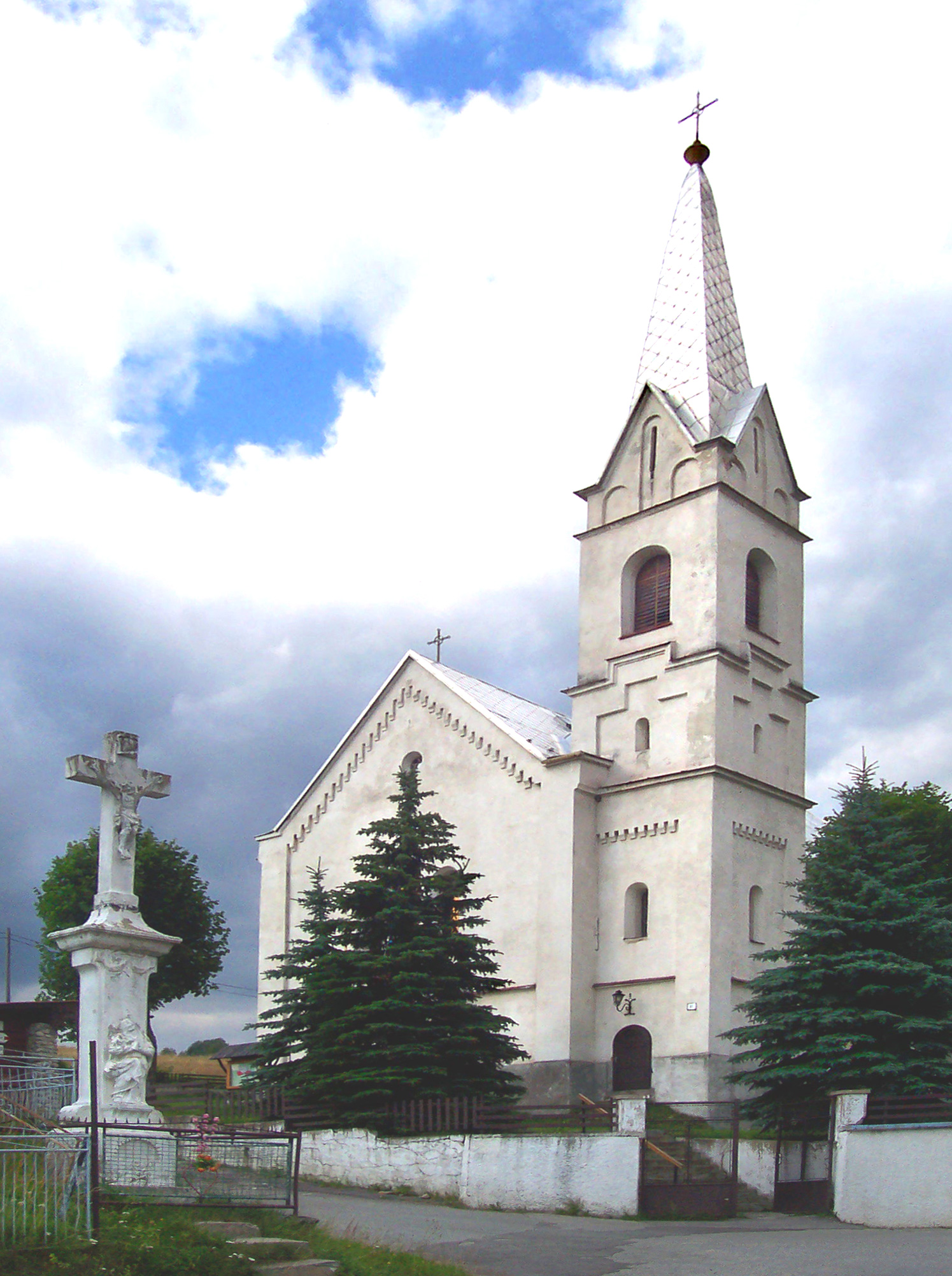
Kirche in Huty

Der Ort entstand am Anfang des 16. Jahrhunderts, als sich hier goralische Siedler aus der oberen Arwa rund um die örtliche Glashütte niederließen. Huty wurde zum ersten Mal 1545 schriftlich erwähnt. Ein Teil des Dorfes gehörte der landadligen Familie Dvorníkovci aus Liptovská Teplá, der andere Teil dem Geschlecht Abaffy aus Lúčky. 1784 hatte die Ortschaft 126 Häuser und 800 Einwohner, 1828 zählte man 186 Häuser und 1.290 Einwohner, die zuerst als Glashüttenarbeiter, Hirten und Landwirte, später als Heimglasmacher und Weber beschäftigt waren.
Bis 1918 gehörte der im Komitat Liptau liegende Ort zum Königreich Ungarn und kam danach zur Tschechoslowakei beziehungsweise heute Slowakei.

## Bevölkerung
| Jahr                | 1994 | 2004    | 2014     | 2024     |
| ------------------- | ---- | ------- | -------- | -------- |
| Anzahl der Personen | 223  | 229     | 177      | 142      |
| Unterschied         |      | +2,69 % | −22,70 % | −19,77 % |

| Jahr                | 2023 | 2024    |
| ------------------- | ---- | ------- |
| Anzahl der Personen | 144  | 142     |
| Unterschied         |      | −1,38 % |

Nach der Volkszählung 2011 wohnten in Huty 186 Einwohner, davon 185 Slowaken. Ein Einwohner machte keine Angabe zur Ethnie.
177 Einwohner bekannten sich zur römisch-katholischen Kirche, drei Einwohner zur Evangelischen Kirche A. B. und ein Einwohner zur evangelisch-methodistischen Kirche. Zwei Einwohner waren konfessionslos und bei drei Einwohnern wurde die Konfession nicht ermittelt.

## Bauwerke
- römisch-katholische Kirche Verklärung des Herrn aus dem Jahr 1894